# Albrecht von Dewitz Stiftung
Die Albrecht von Dewitz Stiftung ist eine gemeinnützige Stiftung mit Sitz in Tettnang. Die Stiftung fördert seit 2017 Projekte in den Themenfeldern Alpine Sicherheit und Nachhaltiger Bergsport. Ziel der Stiftung ist es, Menschen zu befähigen, sich sicher, risikoarm und ökologisch verträglich in den Bergen zu bewegen.

## Geschichte
Die Stiftung wurde 2017 vom Unternehmer Albrecht von Dewitz gegründet. Von Dewitz ist bekannt als Firmengründer des Outdoor-Ausrüsters Vaude und seit 2006 Geschäftsführer des Kletter- und Bergsportausrüsters Edelrid. Seine Tochter, Antje von Dewitz, ist seit Gründung der Stiftung Vorsitzende des Stiftungsrats.

## Organisation
Die Albrecht von Dewitz Stiftung ist eine rechtsfähige Stiftung bürgerlichen Rechts und führt den Namen VAUDE Sport Albrecht von Dewitz Stiftung. Ihren Stiftungszweck erreicht sie durch die Umsetzung von Maßnahmen in den Feldern Wissenschaft und Forschung, Rettung aus Lebensgefahr, Bildung und Öffentlichkeitsarbeit. Die Stiftung wird nach außen von ihrem Vorstand, Peter Bauschatz, und der Stiftungsratsvorsitzenden vertreten. Der Stiftungsrat besteht derzeit aus fünf Mitgliedern.
Die Stiftung ist Gesellschafter der beiden Unternehmen Edelrid und Vaude und bezeichnet sich daher als unternehmensverbunden. Das jährliche Fördervolumen der Stiftung ergibt sich aus der Gewinnausschüttung.

## Vision und Ziele
Mit den beiden Fördersäulen reagiert die Stiftung auf die Veränderungen im alpinen Raum, die durch weltweite Entwicklungen wie die Veränderungen im Reise- und Freizeitverhalten von Menschen und die Klimakrise hervorgerufen werden. Die Zunahme der Bergsportbegeisterung und des Bergtourismus führen zu einer steigenden Zahl aktiver Bergsporttreibender und Menschen, die sich im Naturraum Mittel- und Hochgebirge aufhalten. Um die Vision eines verantwortungsvoll betriebenen Bergsports zu erreichen, setzt sich die Stiftung daher mit entstehenden Nutzungskonflikten, ökologischen Belastbarkeitsgrenzen sowie bestehenden und neuen Risikofaktoren auseinander. Weitere Impulse und Handlungsempfehlungen sind im Positionspapier Nachhaltiger Sport 2030 des Beirats Umwelt und Sport des Bundesumweltministeriums zu finden.

## Projektarbeit
Die Tätigkeit der Stiftung gliedert sich in die Themenfelder Alpine Sicherheit und Nachhaltiger Bergsport. Der geografische Schwerpunkt der Förderung liegt derzeit im europäischen Alpenraum. Die Stiftung ist sowohl fördernd als auch operativ tätig.

### Alpine Sicherheit
Neben Untersuchungen und Studien zu Unfallhergängen setzt die Stiftung im Themenfeld Alpine Sicherheit auf Erkenntnisse der Material- und Verhaltensforschung. Neben der Unterstützung von Forschungsvorhaben sollen mit Aufklärungs- und Bildungsprojekten vorhandene Wissenslücken geschlossen werden.

### Nachhaltiger Bergsport
Im Themenfeld Nachhaltiger Bergsport zielt die Stiftung darauf ab, niedrigschwellige Zugänge zum Bergsport herzustellen und durch die Ausübung von Outdooraktivitäten die Wirkung der Mensch-Natur-Beziehung zu stärken. Zudem werden Ideen und Lösungsansätze gesucht, wie Bergsport möglichst naturverträglich, klima- und ressourcenschonend betrieben werden kann.

### Umweltbildung und Outdoorsport für Kinder und Jugendliche
Mit OUTDOOR MACHT SCHULE wurde eine Ausschreibung ins Leben gerufen, die sich explizit an Kinder und Jugendliche richtet. Im Rahmen der jährlichen Ausschreibung wurden bis 2023 außerunterrichtliche Schulprojekte gefördert, die sich aktiv mit den Themen Naturschutz und Bergsport auseinandersetzen. Bewerben konnten sich Projektgruppen, AGs und Schulklassen aller allgemeinbildenden Schulen und aller Klassenstufen. Ziel war es, die persönlichen und sozialen Kompetenzen von jungen Menschen im Rahmen von Bergsportaktivitäten zu stärken und ihnen Impulse für eine sozial und ökologisch gerechte Zukunft zu geben. Seit 2024 können sich schulische sowie außerschulische Bildungs- und Freizeiteinrichtungen für eine Projektförderung im Rahmen des Fördertopfs Verantwortungsvoller Bergsport bewerben.

## Ausgewählte Förderprojekte

### Alpine Sicherheit
- 2023–2025: Forschungsprojekt Gruppenentscheidungen beim Bergsteigen der TU München[10]

### Nachhaltiger Bergsport
- seit 2019: CleanUP Tour des Vereins PATRON[11]
- 2020–2021: Methodenbox Nachhaltigkeit in Kooperation mit dem DAV und der VAUDE Academy für nachhaltiges Wirtschaften[12]
- 2022–2024: Forschungsprojekt Digital Ranger der Universität Bayreuth[13]
- 2023: Datenbank Ecopoint Climbing der IG Klettern Allgäu[14]
- 2023–2024: Ecopoint Kletterguide Frankenjura des Naturpark Fränkische Schweiz – Frankenjura[15]